# پل بینی

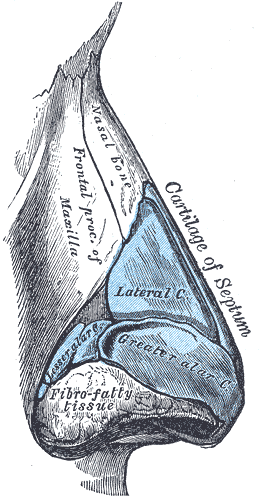
پل بینی از اتصال دو استخوان بینی ایجاد می‌شود و بالای "غضروف تیغه بینی" (رنگ آبی) قرار می‌گیرد.

پل بینی (Nasal bridge) قسمت فوقانی و استخوانی بینی است که از اتصال استخوان های بینی در دو طرف تشکیل می‌شود.
بطور کلی بینی به دو سوم فوقانی و یک سوم تحتانی تقسیم می‌شود:
۱- قسمت فوقانی استخوانی بوده و شامل ریشه بینی (Root)، دورسوم (Dorsum) و دیواره‌های جانبی بینی است.
۲- به یک سوم تحتانی که غضروفی است لوبول بینی (lobule) گفته می‌شود که خود شامل قسمت های مختلفی است.

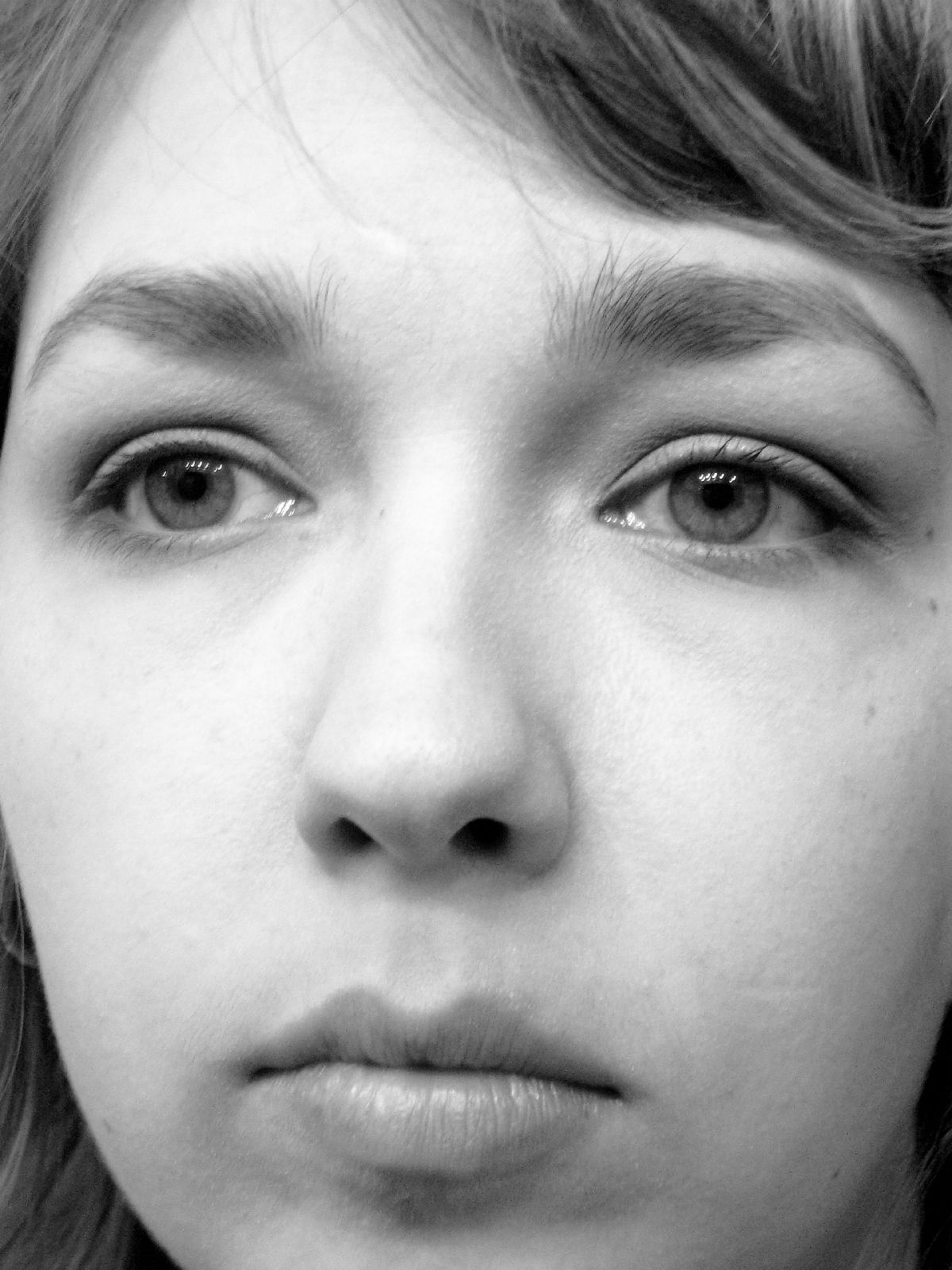
پل بینی درست زیر خط فرضی اتصال دهنده دو چشم قرار دارد. کمتر از نیمی از طول بینی زیر پل بینی است.